# Friedrich Ludwig Anton Hoerschelmann
Friedrich Ludwig Anton Hoerschelmann (* 25. Januar 1740 in Winkel bei Allstedt; † nach 1792) war Jurist und Historiker.

## Leben
Anton Hoerschelmann war Sohn des Pfarrers und Superintendenten in Großrudestedt Heinrich Hoerschelmann (1704–1774) und der Christiane Elisabeth Waitz (1712–1753). Sein jüngerer Bruder Ernst August Wilhelm Hoerschelmann wurde Gymnasialprofessor in Reval.
Anton Hoerschelmann absolvierte seinen Schulbesuch in Weimar und war ab dem 3. Mai 1756 Student in Jena. Ab 1759 war er Amtsadvokat in Großrudestedt und ab 1761 schwarzburg-sondershäusischer Advokat in Jena. Er kehrte 1763 nach Großrudestedt zurück, bevor er 1767 fürstlich sächsischer Kommissionssekretär und Hofadvokat in Jena wurde. 1768 war er erneut in Großrudestedt, jedoch als fürstlich schwarzburgischer Amtsadvokat angestellt. Als solcher wirkte er 1772 in Sondershausen und avancierte 1773 zum fürstlich sachsen-weimarschen, schwarzburg-sondershäusischen als auch rudolfstädtischen Kommissionssekretär sowie Hof- und Regierungsadvokat. Noch im selben Jahr kehrte er erneut nach Großrudestedt zurück und wirkte dann bis 1784 ebenfalls erneut in Jena.
1786 trat er in die Preußische Armee ein.
Nach zwei Jahren nahm er eine Anstellung als gräflich Schlaberndorfscher Gerichtsaktuar in Stolz bei Frankenstein in Schlesien an. 1791 wirkte er in Regensburg und Osnabrück. Ab November 1792 war er Kanzleibeamter des Grafen Stadl zu Grätz. Vermutlich ist er in Österreich verstorben.
Bereits vor 1768 hatte sich Hoerschelmann mit einer Schwägerin des preußischen Hauptmann von Kalb vermählt. Aus der Ehe sind wenigstens zwei Töchter in Großrudestedt und ein Sohn in Jena geboren. Der Hauptmann im Reisinger Infanterie-Regiment, Matthias Hoerschelmann († 1843) war vermutlich ebenfalls sein Sohn oder Enkel.

## Werke
- Staats- und Lebensgeschichte Friedrichs des Großen. 5 Bände. Frankfurt / Leipzig 1760–1763 (Digitalisat im DHM)
- Staats- und Lebensgeschichte Theresiens der Grossen. Frankfurt / Leipzig 1762 (Digitalisat)
- Ausführliche Historisch-geographische Beschreibung der Insel und Stadt Cadiz, wie auch der Festung, Stadt und Meerenge Gibraltar. 1763 (Digitalisat in der Deutschen Digitalen Bibliothek)
- Kern der Geschichte und Staatsverfassung Grosbritaniens. Frankfurt / Leipzig 1763 (Digitalisat)
- Europäisches Staats-Kriegs- und Friedens-Lexicon. Carl Felsecker, Frankfurt / Leipzig 1765–1766 (Digitalisat des 2. Teils auf Google Books)
- Politische Statistik der Vereinigten Niederlande. Carl Felsecker, Frankfurt / Leipzig 1767 (Digitalisat)
- Genealogisch-historische Nachrichten von der uralten stiftmäßigen adelichen in Ober- und Niedersachsen florirenden Familie von Ketelhodt. Joh. Jac. Friedr. Straub, Erfurt 1771 (urn:nbn:de:gbv:3:1-177779)
- Genealogische Adelshistorie. Aus sichern Quellen und authentischen Nachrichten vorgetragen und mit noethigen Beweisen bestaetiget. 2 Bände, Ettinger, Gotha 1772–1775 (Digitalisat)
- Sammlung zuverlässiger Stamm- und Ahnentafeln verschiedener jetztflorirenden adelichen und freyherrl. Familien. Rudolph August Wilhelm Ahl, Coburg 1774 (Digitalisat in der SLUB)
- Statistische Reichsstifts-Handtafel. 1777
- Leben und Schriften der ietzigen ordentlichen und außerordentlichen öffentlichen Lehrer und der Privatdocenten auch anderer Gelehrten auf der Herzogl.-Sächs. gemeinschaftl. Akademie Jena. Frankfurt / Leipzig 1783 (urn:nbn:de:gbv:3:1-113988)
- Geschlechtshistorie des freiherrl. Hauses von Böcklin zu Böcklins-au. Aus Originalurkunden verfaßt. In: Historisch-genealogisches Adelsarchiv. Erstes Stück, gedruckt bei Ludwig Bernhard Friederich Gegel, Mannheim 1780, S. 1–28 (Google Books).
- Geschlechtsfolge der Herren von Linsingen. Rudolph August Wilhelm Ahl, Coburg 1785 (Digitalisat in der GDZ)
- Verzeichniß der während des letztern Interregni im Druck herausgekommenen das teutsche Staatsrecht erläuternden Staats-Memoires und anderer interessirten Schriften. Regensburg 1790 (urn:nbn:de:bvb:12-bsb10560703-4)
- Neues Reichs-, Staats-, Hand- und Addreß-Buch. Zum Gebrauche in deutschen Reichs-Staatsgeschäften, besonders am Reichstage, Kais. Reichshofrath und Kammergerichte. 1791; archive.org.